# کانریو هیگااونا
کانریو هیگااونا (هیگاشیونا) (به ژاپنی: 東恩納 寛量) (دهم مارس ۱۸۵۳-دسامبر ۱۹۱۶)، در خانواده‌ای که بازرگان هیزم بودند (هیزم کالایی گرانبها در جزایر ریوکیو به حساب می‌آمد.) در نیشیشین واقع در ناهای اوکیناوا به دنیا آمد. او سبکی رزمی را به وجود آورد که پس از وی شاگردش (چوجون میاگی) آنرا گوجوریو نامید.

## نام خانوادگی
نام خانوادگی او در زبان اوکیناوایی، هیگااونا و در زبان ژاپنی، هیگاشیونا خوانده می‌شود. در متون غربی هر دو را استفاده می‌کنند. او فامیلی بزرگرتر از خود با نام کانریوو هیگااونا داشت که در هیگاشیمورا زندگی می‌کرد و با عنوان هیگاشیونا شرق شناخته می‌شد، در مقابل کانریو که او را هیگااونا غرب می‌نامیدند.

## زندگی و هنرهای رزمی
او در ۱۸۶۷ یادگیری بوکس مشت راهب (لوهان کوآن) را از سیشو آراکاکی که مترجم دربار پادشاهی ریوکیو بود شروع کرد. در آن زمان به جای واژه کاراته از ته(Te، به معنای دست) برای نامیدن تمام هنرهای رزمی استفاده می‌شد و تنها طبقه‌بندی هنرهای رزمی بر اساس مکان تمرین آنها بود. (ناهاته، شوری‌ته و توماری‌ته که همه با عنوان اوکیناواته شناخته می‌شدند.)
در سپتامبر ۱۸۷۰، او با کمک یوشیما اودون چومئی به بهانه حضور در پکن به عنوان مترجم زبان اوکیناوایی مقامات، موفق به گرفتن جواز سفر به فوژو شد. در مارس ۱۸۷۳ او به فوژو در استان فوجیان چین رفت.
آراکاکی یکی از استادان هنرهای رزمی فوژو با نام کوجو تایتی به هیگااونا معرفی کرده‌بود. هیگااونا به یادگیری هنرهای رزمی چینی نزد استادان چینی ادامه داد و احتمالاً در چهار سال اول نزد استادانی چون وای ژین‌جیان، کوجو تاتای، ایواه به یادگیری پرداخت. وی سپس از  روروکو (که با نام‌های ریوریوکو یا لولوکو هم نامیده شده‌است. نام او هیچگاه ثبت نشد چون کانریو هیگااونا سواد نواشت. نام واقعی او ممکن است ژی ژونگ‌ژیانگ باشد که پایه‌گذار کونگ‌فوی درنای فریادکش بود). چنین گفته‌اند که
کانریو سال‌های متمادی در خانه استاد ریوریوکو به کارهای طاقت‌فرسا می‌پرداخت تا اینکه روزی دختر استاد را از سیل نجات داد و در عوض از او تقاضای یادگیری کونگ‌فو را کرد.
استاد هیگااونا در دهه ۱۸۸۰ به اوکیناوا بازگشت و به پیشه بازرگانی خانوادگی خود پرداخت. او به آموزش هنرهای رزمی در ناها و اطراف آن نیز پرداخت. او همچنین به آموزش هنر رزمی به پسران یوشیما اودون چومئی نیز پرداخت. روش او از این جنبه متمایز بود که همزمان به تکنیک‌های سخت (گو-نو) و تکنیک‌های نرم (جو-نو) می‌پرداخت. او به اندازه‌ای مشهور شد که روش ناهاته را با نام او می‌شناختند.
استاد هیگااونا کاتای سانچین را با قدرت اجرا کرده تا حدی که شاگردان او گفته‌اند سطح چوبی اتاق در زیر پای او بر اثر نیروی پنجه پایش داغ می‌شده‌است.

## جانشینان
برخی از شاگردان او از استادان هنری رزمی شدند که بعدها با نام کاراته شناخته شد. از برجسته‌ترین آن‌ها می‌توان به چوجون میاگی، کنوا مابونی، کیودا شیگه‌هاتسو، کوکی شیروما،
هیگا سیکو، تسویوشی چیتوسه و شیروما شینپان (گوسوکوما) اشاره کرد.